# Android
Pour l’article ayant un titre homophone, voir Androïde.
Android (/ˈænˌdɹɔɪd/ , en français : /ɑ̃.dʁɔ.id/) est un système d'exploitation mobile open source fondé sur le noyau Linux et développé par un consortium d'entreprises, le Open Handset Alliance, sponsorisé par Google.
À la suite du rachat par Google en 2005 de la start-up éponyme, le système a d'abord été lancé en novembre 2007 pour les smartphones et tablettes tactiles, avant de se diversifier dans les objets connectés, ordinateurs comme les télévisions (Android TV), les voitures (Android Auto), les Chromebook (ChromeOS qui utilise les applications Android) et les smartwatch (Wear OS).
Depuis 2012, Android est le système d'exploitation mobile le plus utilisé dans le monde, devant iOS d'Apple.

## Caractéristiques

### Description
Dans le Guide du développeur, Android est défini comme étant une pile de logiciels, c'est-à-dire un ensemble de logiciels destinés à fournir une solution clé en main pour les appareils mobiles – smartphones et tablettes tactiles,,. Cette pile comporte un système d'exploitation (comprenant un noyau Linux), les applications clés telles que le navigateur web, le téléphone et le carnet d'adresses ainsi que des logiciels intermédiaires entre le système d'exploitation et les applications. L'ensemble est organisé en cinq couches distinctes :
- le noyau Linux avec les pilotes ;
- des bibliothèques logicielles telles que WebKit/Blink, OpenGL ES, SQLite ou FreeType ;
- un environnement d'exécution et des bibliothèques permettant d'exécuter des programmes prévus pour la plate-forme Java ;
- un framework — kit de développement d'applications ;
- un lot d'applications standard qui comprend un environnement de bureau, un carnet d'adresses, un navigateur web et une application téléphone.

Les services offerts par Android facilitent notamment l'exploitation des réseaux de télécommunications GSM, Bluetooth, Wi-Fi et UMTS, la manipulation de médias, notamment de la vidéo H.264, de l'audio MP3 et des images JPEG ainsi que d'autres formats, l'exploitation de capteurs tels que les capteurs de mouvements, la caméra, la boussole et le récepteur GPS, l'utilisation de l'écran tactile, le stockage en base de données, le rendu d'images en 2D ou 3D en utilisant le processeur graphique, l'affichage de page web, l'exécution multitâche des applications et l'envoi de messages SMS,.
Bien que ne faisant pas partie de la pile de logiciels, l'environnement de développement qui comporte un émulateur de téléphone et un plugin pour Eclipse peut aussi être considéré comme une fonctionnalité d'Android. Et Google Play, une boutique en ligne permettant l'achat et le téléchargement d'applications pour Android, bien qu'il ne soit pas inclus dans les sources d'Android, joue un rôle essentiel pour la popularité de ce système d'exploitation.
Le noyau Linux, utilisé pour les fondations d'Android, fournit les services classiques des systèmes d'exploitation : utilisation des périphériques, accès aux réseaux de télécommunication, manipulation de la mémoire et des processus et contrôle d'accès. Il s'agit d'une branche du noyau Linux, modifiée en vue de son utilisation sur des appareils mobiles. Le X Window System, les outils de GNU, ainsi que certains fichiers de configuration qui se trouvent d'ordinaire dans les distributions Linux ne sont pas inclus dans Android. L'équipe de développement d'Android a apporté de nombreuses améliorations au noyau Linux, et la décision a été prise par la communauté de développement de Linux d'incorporer ces améliorations dans le noyau Linux 3.3.

### Distribution
Android est distribué en open source sous licence Apache. La licence autorise les constructeurs qui intègrent Android dans leurs appareils à y apporter des modifications leur permettant de se distinguer de leurs concurrents, ce qui a été adopté par la quasi-totalité des fabricants de produits concurrents de l'iPhone.
Android est diffusé sous trois formes : 
- modifié par les constructeurs qui le personnalisent au moyen de modifications logicielles apportant notamment des fonctionnalités supplémentaires, mais au détriment du délai d'obtention des nouvelles mises à jour qui est parfois important[10][réf. à confirmer] ;
- installé sans modification, comme sur les smartphones Android One, qui bénéficient de ce fait rapidement des nouvelles versions du système ou encore sur les smartphones Android Go, qui disposent quant à eux d'une version allégée capable de fonctionner de manière rapide sur du matériel d'entrée de gamme ;
- développé sous la forme de différentes distributions alternatives, également appelées ROM Custom tel que Lineage OS ou /e/ (anciennement Eelo) qui en est dérivé.

### Android et la plateforme Java
Jusqu'à sa version 4.4, Android comporte une machine virtuelle nommée Dalvik, qui permet d'exécuter des programmes prévus pour la plateforme Java. C'est une machine virtuelle conçue dès le départ pour les appareils mobiles et leurs ressources réduites — peu de puissance de calcul et peu de mémoire. En effet, les appareils mobiles contemporains de 2011 ont la puissance de calcul d'un ordinateur personnel vieux de dix ans. La majorité, voire la totalité des applications sont exécutées par la machine virtuelle Dalvik.
Le bytecode de Dalvik est différent de celui de la machine virtuelle Java (JVM) d’Oracle et le processus de construction d'une application est différent : le code source de l'application, en langage Java, est tout d'abord compilé avec un compilateur standard qui produit un bytecode pour JVM (bytecode standard de la plateforme Java) puis ce dernier est traduit en bytecode pour Dalvik par un programme inclus dans Android, du bytecode qui pourra alors être exécuté.
L'ensemble de la bibliothèque standard d'Android ressemble à J2SE (Java Standard Edition) de la plateforme Java. La principale différence est que les bibliothèques d'interface graphique AWT et Swing sont remplacées par des bibliothèques d'Android.
Le développement d'applications pour Android s'effectue avec un ordinateur personnel sous macOS, Windows ou Linux en utilisant le JDK de la plate-forme Java et des outils pour Android. Des outils qui permettent de manipuler le téléphone ou la tablette, de la simuler par une machine virtuelle, de créer des fichiers APK (les fichiers de paquet d'Android), de déboguer les applications et d'y ajouter une signature numérique. Ces outils sont mis à disposition sous la forme d'un plug-in pour l'environnement de développement Eclipse.
La bibliothèque d'Android permet la création d'interfaces graphiques selon un procédé similaire aux frameworks de quatrième génération que sont XUL, JavaFX ou Silverlight : l'interface graphique peut être construite par déclaration et peut être utilisée avec plusieurs skins — chartes graphiques. La programmation consiste à déclarer la composition de l'interface dans des fichiers XML ; la description peut comporter des ressources (des textes et des pictogrammes). Ces déclarations sont ensuite transformées en objets tels que des fenêtres et des boutons, qui peuvent être manipulés par de la programmation Java. Les écrans ou les fenêtres (activités dans le jargon d'Android), sont remplis de plusieurs vues ; chaque vue étant une pièce d'interface graphique (bouton, liste, case à cocher…). Android 3.0, destiné aux tablettes, introduit la notion de fragments : des panneaux contenant plusieurs éléments visuels. Une tablette ayant — contrairement à un téléphone — généralement suffisamment de place à l'écran pour plusieurs panneaux.

### Android Runtime(ART)
À partir de la version 5.0 (Lollipop) sortie en 2014, l'environnement d'exécution ART (Android RunTime) remplace la machine virtuelle Dalvik. Cet environnement d'exécution plus performant est développé par Google pour pallier le potentiel limité de Dalvik, créé en 2007, en même temps que le système.
Avec ART, contrairement à Dalvik, les fichiers de paquets d'application Android (portant l'extension .apk) ne sont plus lancés directement mais décompressés et lancés avec de nouvelles bibliothèques et API ; les applications prennent ainsi plus de place (+20 %), mais le gain en performances et en autonomie des batteries est important (+20 à 30 %).

### Identité visuelle

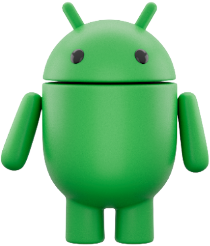
Bugdroid, la mascotte représentant le système d'exploitation Android.

Le personnage nommé Bugdroid est le petit robot vert utilisé par Google pour présenter Android. Ce personnage est sous la licence « Creative Commons by (3.0) » et peut donc être utilisé librement.
Le site Engadget annonce que Bugdroid, le logo d’Android, serait en fait un personnage d’un jeu des années 1990 sur Atari : Gauntlet: The Third Encounter. Sa créatrice Irina Blok avance cependant une tout autre origine : les pictogrammes simplistes utilisés pour symboliser les hommes et les femmes sur les portes des toilettes.
En 2019, Google fait évoluer l'identité visuelle d'Android et abandonne la numérotation des versions avec des noms de desserts pour plus de clarté et de diversité.

Logo d'Android entre 2007 et 2014.
Logo d'Android entre 2014 et 2019.
Logo d'Android de 2019 à 2023.
Logo d'Android depuis 2023.

## Histoire

### Genèse
Android doit son nom à la start-up éponyme spécialisée dans le développement d’applications mobiles rachetée par Google en août 2005, nom venant lui-même d'« androïde » qui désigne un robot construit à l'image d'un être humain. Le logiciel, qui avait été surnommé gPhone par les rumeurs du marché et qui selon Andy Rubin (un de ses concepteurs) était initialement prévu pour être un système d'exploitation pour appareil photo, fut proposé gratuitement et laissé librement modifiable par les fabricants de téléphones mobiles, ce qui facilita son adoption. En novembre 2007 l'annonce d'Android est publiée sur le site de l'Open handset alliance.

### Appel à la communauté du logiciel libre
Dans le message vidéo de présentation d'Android, Sergey Brin a indiqué que Google comptait sur la communauté des développeurs de logiciels libres et de logiciels à code source ouvert pour créer un système d'exploitation novateur grâce au SDK.
Il indiqua aussi qu'une prime globale de 10 millions de dollars serait attribuée aux développeurs des meilleures applications dans le cadre de l’Android Developer Challenge.
Le 12 mai 2008, Google annonce la liste des cinquante applications retenues dans le cadre de ce concours. Ces 50 applications font pour la plupart appel à des services de géolocalisation et de réseaux sociaux.
Tous les participants se voient alors remettre la somme de 25 000 dollars par projet afin de poursuivre le développement. La deuxième partie du défi est alors lancée dans le but de retenir 20 projets finaux en les finançant à hauteur de 275 000 dollars pour les dix premiers et 100 000 dollars pour les dix autres.
Une vidéo de présentation d'Android fut mise en ligne le 23 octobre 2008, jour de la publication du code source par Google et la liste des applications gagnantes du premier Android Developer Challenge a été publiée par Google.
Les soumissions du deuxième Android Developer Challenge ont pris fin le 31 août 2009 et les résultats finaux ont été dévoilés en novembre 2009. Depuis, aucune autre édition du Android Developer Challenge n'a eu lieu.

### Lancement du premier appareil
Le gPhone a été lancé en octobre 2008 aux États-Unis dans un partenariat de distribution exclusif entre Google et T-Mobile. Il s'agit en réalité du HTC G1/Dream, produit par HTC ; le nom gPhone n'a jamais été utilisé par Google ni par aucun fabricant partenaire. Anticipant les annonces officielles, les marchés financiers se ruèrent massivement sur les actions de Google, les faisant monter jusqu’au pic de 724 dollars le 5 novembre 2007 (le vendredi 18 octobre 2013, les actions de Google franchirent les 1 000 dollars).

### Les crises de sécurité d'Android
Lors de l'été 2015, Google doit faire face à plusieurs problèmes majeurs mettant en danger la sécurité des utilisateurs d'Android.
La première crise concerne la faille Stagefright. Dévoilée par un chercheur en sécurité de Zimperium zLabs, elle peut perturber 95 % des terminaux fonctionnant avec le système d’exploitation de Google par un simple MMS. Le pirate peut ainsi avoir accès à quasiment toutes les données sur le téléphone.
En novembre 2016, un logiciel espion chinois est découvert dans des smartphones Android. Il a été installé nativement par la société chinoise AdUps sur 700 millions d'appareils Android pour collecter les données des utilisateurs.
En octobre 2019, le Google Project Zero, équipe spécialisée dans la recherche de failles de sécurité informatiques de la firme de Mountain View, découvre une grosse faille de sécurité permettant de prendre le contrôle total du smartphone à distance. Cela touche de nombreux smartphones Android, même des mobiles haut de gamme, tels que les deux premières générations des Google Pixel ou les Samsung Galaxy S7, S8 ou S9[réf. souhaitée].
Deux mois plus tard, le 2 décembre 2019, la faille de sécurité Strandhögg est découverte, elle permet de vider le compte bancaire de l'utilisateur. Cela touche toutes les versions d'Android jusqu'à la version 10. Une seconde version de cette faille est détectée le 27 mai 2020, elle améliore les méthodes d'attaque et ne concerne pas Android 10.

## Parts de marché
Depuis 2012, Android est le système d'exploitation mobile le plus utilisé dans le monde, devant iOS d'Apple, représentant un peu plus de 70% de tous les appareils mobiles en 2025 selon Statista. C'est également le système d'exploitation le plus utilisé dans le monde toutes catégories confondues (mobile, ordinateur, serveur...), avec une part de marché d'environ 47% en juin 2025 selon StatCounter.

## Critiques et controverses

### Vie privée et respect du RGPD
En janvier 2019, la Commission nationale de l'informatique et des libertés (CNIL) en France, condamne Google à une amende de 50 millions d'euros pour défaut d'information des utilisateurs d'Android. Peu après l'entrée en vigueur du règlement général sur la protection des données personnelles (RGPD) en mai 2018, deux associations None of Your Business et La Quadrature du Net (QDN) avaient déposé plainte auprès de la CNIL. L'enquête conclut que les utilisateurs d'Android ne sont "pas en mesure de comprendre l’ampleur des traitements mis en place par Google. Or, ces traitements sont particulièrement massifs et intrusifs ». C'est l'une des premières décisions d'une instance de régulation européenne à sanctionner l'un des acteurs majeurs du numérique en application des dispositions du RGPD. Google fait appel de cette amende infligée par la CNIL, qui est confirmée le 19 juin 2020 par le Conseil d’État,.
En 2021, le chercheur du Trinity College Douglas Leith présente grâce à une technique d'interception les données qui sont envoyées par un téléphone Android aux serveurs de Google Play toutes les 4 à 5 minutes, y compris lorsque le compte n'est pas connecté et que le téléphone est en veille. Il montre que lors du démarrage de l'appareil, 1 Mo de données sont envoyées en 10 minutes, et lorsque l'appareil est en veille, 1 Mo de données sont envoyées en 12 heures. D'autres applications telles que Chrome, Docs, Messages, la barre de recherche et YouTube envoient des données, bien que seule YouTube envoie un identifiant d'appareil unique.
En 2022, Douglas Leith montre dans une nouvelle étude quelles données relatives aux communications du téléphone sont transmises aux services Play Services Clearcut et Firebase Analytics de Google. Ces données sont en particulier transmises sans prévenir et sans permettre de désactiver ce transfert, y compris lorsque l'option « Utilisation et diagnostics » est désactivée. Elles permettent de relier expéditeur et destinataire avec, pour les textos, un hachage des messages, et pour l'application Téléphone, l'heure, la durée de l'appel et les numéros de téléphone. Les applications Messages et Téléphone étudiées sont installées par défaut sur tous les appareils Google Pixel et la plupart des téléphones Android, et aucune des deux n'explique quelles données sont collectées, comme Google l'impose aux applications tierces. Les données collectées sont associées à l'identifiant Google Android et permettent donc d'identifier leur propriétaire, le chercheur s'interroge donc sur la conformité au Règlement Général sur la Protection des Données (RGPD).

### Durée du support logiciel
Dès l'adoption majeure d'Android, de nombreux internautes, clients, usagers et blogueurs ont remarqué et critiqué la mauvaise gestion de la couche logicielle d'Android, notamment en raison du faible voire inexistant suivi des fabricants. Cela a donné en réaction, à partir de 2015, à la naissance du projet Treble, visant à incorporer le plus de composants fondamentaux à Android dans les services Google Play, afin d'être directement gérés par le projet AOSP de Google, et dépendre le moins possible du bon vouloir des fabricants, qui dépendent souvent d'accords contractuels pour adapter Linux et Android à leurs appareils via sous traitance onéreuse par Qualcomm, leader de la fabrication des puces électroniques équipant ces smartphones.
Cette critique émane de la gestion particulière et très fermée de l'adaptation du noyau Linux mainline (AOSP) qui évolue vite et est adapté rapidement par Google/AOSP, à contrario des fabricants, n'adaptant qu'une ou deux versions de Linux/AOSP à leur appareil, condamnant celui ci à utiliser uniquement une version d'Android adaptée, et vite dépassée avec les années.
Cependant, il est à noter qu'un rouage critique de cette absence de suivi par les fabricants, est leur dépendance quasi totale à Qualcomm (fabricant et leader mondial des puces électroniques, dont même Apple s'est plaint des pratiques abusives) dont l'un d'eux ira jusqu'à le pointer nommément comme responsable de la fin du support Android sur l'un de ses modèles (le Fairphone). Entre parenthèses : c'est par exemple, la conséquence pour laquelle, à la fin de la décennie 2010, est conçu un smartphone particulier, s'affranchissant de toute base Android, et de tout lien avec Qualcomm : le Librem. Il fonctionne sur son système propre, et sur un chipset fabriqué par NXP, que Qualcomm aurait longtemps tenté de racheter, sans y parvenir, dans un contexte hyper-concurrentiel.
Face à ce scandale du support logiciel non suivi, Samsung annonce, en 2020, soit plus de dix ans après les premiers smartphones sous Android vendus par la firme, un support logiciel passant de deux à quatre ans, alors que certains appareils concurrents (iPhone, Jolla 1) dépassent largement les quatre ans de support logiciel, voire beaucoup plus, depuis plusieurs années.
En 2024, la durée du support par Samsung et Google est passée à quatre ans dans un premier temps, puis officiellement à sept ans quelques semaines plus tard, face au tollé de l'absence de suivi des mises à jour. Cependant, ce changement est uniquement pour les nouveaux appareils vendus à partir de cette année là (2024).

### Fonctionnement à l'opposé des distributions Linux
De nombreuses critiques émanent notamment de la sphère du logiciel libre, qui pointe une gestion très fermée et très opaque du projet AOSP de Google. Notamment certains blogueurs, libristes et ingénieurs font part de nombreuses habitudes qui vont à l'inverse du fonctionnement des communautés des distributions Linux, notamment en soulignant le grand nombre de composants propriétaires d'AOSP/Google et des fabricants, qui va à l'encontre des principes du logiciel libre.

## Versions
Les différentes versions d'Android ont des noms de dessert ou plus généralement de sucreries (uniquement en anglais). Depuis la sortie de la toute première version d'Android, les noms de code de chaque versions d'Android suivent une logique alphabétique (de A à Z). Depuis Android 10, il n'y a plus qu'une numérotation de version, étant donné que Google a décidé d'abandonner les noms de desserts à partir de cette version.

| Version | Dernière révision               | Nom de code         | Date de sortie    | Fin de support   | Caractéristiques (uniquement celles à code source ouvert liées à l'AOSP) | Version du noyau Linux |
| ------- | ------------------------------- | ------------------- | ----------------- | ---------------- | --- | ---------------------- |
| 1.0     | 1.0                             | Apple pie           | 11 novembre 2007  | ?                | Version connue uniquement ou presque des développeurs, car c'est la version du SDK qui a été distribuée avant la sortie du premier téléphone Android. | ?                      |
| 1.1     | 1.1                             | Banana bread        | 22 octobre 2008   | ?                | Version incluse dans le premier téléphone sous Android, le HTC G1/Dream. | ?                      |
| 1.5     | mai 2010                        | Cupcake             | 30 avril 2009     | ?                | Nouvelles fonctionnalités et mises à jour de l’interface graphique. | Linux 2.6.27           |
| 1.6     | mai 2010                        | Donut               | 15 septembre 2009 | ?                | Nouvelles fonctionnalités et mises à jour de l’interface graphique. | Linux 2.6.29           |
| 2.X     | 2.1, mai 2010                   | Éclair              | 26 octobre 2009   | ?                | Nouvelles fonctionnalités et mises à jour de l’interface graphique. | Linux 2.6.29           |
| 2.2.x   | 2.2.3, 2011                     | Froyo               | 20 mai 2010       | ?                | Vitesse améliorée, nouvelles fonctionnalités et mises à jour de l’interface graphique. | Linux 2.6.32           |
| 2.3.x   | 2.3.7, 2012                     | Gingerbread,        | 6 décembre 2010   | ?                | Dernière version dédiée uniquement aux smartphones. Cette version est parfois utilisée sur de petites tablettes. Amélioration de l'interface graphique. | Linux 2.6.35           |
| 3.x.x   | 3.2.6, 2012                     | Honeycomb           | 22 février 2011   | ?                | Réservé aux tablettes tactiles et aux téléviseurs connectés, cette mise à jour comprend de nombreux changements dans l’interface. | Linux 2.6.36           |
| 4.0.x   | 4.0.4, 29 mars 2012             | Ice Cream Sandwich, | 19 octobre 2011   | ?                | Cette nouvelle version, fortement inspirée d'Honeycomb, unifiée pour smartphones, tablettes et Google TV apporte de nombreux changements. | Linux 3.0.1            |
| 4.1.x   | 4.1.2, 2012                     | Jelly Bean          | 9 juillet 2012    | ?                | Ajout d'un système de notification amélioré, de la reconnaissance vocale sans connexion internet et du « projet Butter » qui augmente la fluidité d'Android. | Linux 3.0.31           |
| 4.2.x   | 4.2.2, 15 février 2013          | Jelly Bean          | 13 novembre 2012  | ?                | Nouvelle interface de l'appareil photo, d'un système multi-compte uniquement sur tablette et de Type Gesture permettant d'écrire avec le clavier rien qu'en glissant le doigt. | Linux 3.0 – 3.1        |
| 4.3.x   | 4.3.1, 24 juillet 2013          | Jelly Bean          | 24 juillet 2013   | ?                | Support du Bluetooth à basse consommation et ajout de la norme AVRCP (en) 1.3, gestion multi-utilisateurs plus poussée sur tablettes, support d'OpenGL ES 3.0, nouvelle interface de l'appareil photo, mises à jour de sécurité et SlimPort (en). | Linux 3.0 – 3.1        |
| 4.4.x   | 4.4.4, 19 juin 2014             | KitKat ,            | 31 octobre 2013   | 1er octobre 2017 | Amélioration de l'interface du système (icônes blanches et barres de notification et de navigation transparentes), consommation en ressource moins élevée nécessitant moins de RAM, nouvelles icônes plus soignées. Les nouvelles icônes blanches sur la barre des notifications serviront de guide pour Android 5.0 Lollipop et les versions suivantes. | Linux 3.4 – 3.10       |
| 5.0.x   | 5.0.2, 19 décembre 2014         | Lollipop            | 3 novembre 2014   | 1er mars 2018    | Changement majeur de l'interface système (passage à Material Design), moteur d'exécution ART, support du 64 bits, Android TV, Android Auto, projet Volta, économiseur de batterie, OpenGL ES 3.1, module d’extension Android, notifications par-dessus la barre d'état et sur l'écran de verrouillage. Ajout du multi-comptes sur les smartphones. | Linux 3.4 – 3.10       |
| 5.1.x   | 5.1.1, 21 avril 2015            | Lollipop            | 9 mars 2015       | 1er mars 2018    | Support de plusieurs cartes SIM, raccourci pour joindre un réseau Wi-Fi ou contrôler un appareil Bluetooth, protection par blocage en cas de perte ou vol, appel voix en haute définition, amélioration de la stabilité et des performances. | Linux 3.4 – 3.10       |
| 6.0     | 6.0.1, 8 décembre 2015          | Marshmallow         | 5 octobre 2015    | 1er août 2018    | Autonomie en veille augmentée grâce au système « Doze », nouvelle animation de démarrage, Google Now on Tap, personnalisation par System UI Tuner, gestion des autorisations, Android Pay, support natif des lecteurs d’empreintes digitales. Mode Ne pas déranger intégré. | Linux 3.10 – 3.18      |
| 7.x     | 7.0.0, 22 août 2016             | Nougat              | 22 août 2016      | 1er octobre 2019 | Mode multi-fenêtres, amélioration de « Doze », mode « nuit » dans System UI Tuner, révision du centre de notifications, ajout d’un bouton « tout effacer » au multitâche. Double partition système (A/B) pour des mises à jour plus rapides. | Linux 3.18 – Linux 4.4 |
| 7.x     | 7.1.2, 5 décembre 2016          | Nougat              | 5 décembre 2016   | 1er octobre 2019 | Version incluse par défaut sur les Google Pixel de première génération. Ajout des raccourcis d’applications, menu d’actions rapides (en maintenant l’icône d’une application sur le lanceur). Passage aux mises à jour trimestrielles. Arrivée de l’Assistant Google. Mise à jour de l'interface (uniquement sur Google Pixel). | Linux 3.18 – Linux 4.4 |
| 8.0.x   | 8.0.0, 21 août 2017             | Oreo                | 21 août 2017      | 1er janvier 2021 | Amélioration de l'interface du système. Nouveaux émojis qui remplacent les blob, système de remplissage automatique des mots de passe, réorganisation de l'architecture de l'OS (project Treble), démarrage plus rapide, possibilité de configurer une limite d'exécution des applications en arrière-plan, picture-in-picture (incruster une application en superposition), badges de notifications sur l'écran d'accueil, Instant Apps qui permet de tester une application sans l'installer à partir du Play Store. Système de sécurité Google Play Protect intégré. | Linux 4.4 – Linux 4.9  |
| 8.1.x   | 8.1.0, 5 décembre 2017          | Oreo                | 5 décembre 2017   | 10 janvier 2021  | Affiche le niveau de batterie dans le menu rapide des paramètres pour les dispositifs connectés via Bluetooth, assombrit les boutons de navigation du système quand ils ne sont pas utilisés, changement de l'interface pour le menu d'extinction, modifications des messages de notifications pour les rendre plus lisibles, basculement automatique du thème clair à sombre, mise à jour des émojis. | Linux 4.4 – Linux 4.9  |
| 9.0.x   | 9.0.0 7 mars 2018               | Pie                 | 6 août 2018       | 1er janvier 2022 | Amélioration de l'interface du système (Material Theming). Introduction de fonctionnalités liées à l'intelligence artificielle. Luminosité et batterie adaptatives, propositions d'applications en fonction des habitudes de l'utilisateur (App actions), nouveau menu multi-tâches avec actions de presse-papiers intégrées. Intégration de fonctions liées au bien-être numérique, filtre anti-lumière bleue et mode pour noircir l'écran et couper les notifications sonores et visuelles. Intégration partielle du mode sombre. Système de navigation à gestes intégré. | Linux 4.14             |
| 10.0.x  | 10.0.0, 13 mars 2019            | Quince tart         | 3 septembre 2019  | 6 mars 2023      | Mise à jour de l'interface du système (mode sombre amélioré et système de thèmes réservé aux appareils Google Pixel). Intégration des sous-titres pour sourds et malentendants (Live Caption), nouvelles permissions concernant les fichiers multimédias et la localisation GPS, enregistrement vidéo de l'écran, nouvelle navigation à gestes, possibilité de transformer le smartphone en ordinateur de bureau, paramètres système flottants dans les applications. Menu de partage amélioré et ajout d'un système de contrôle parental (via l'application Family Link). Mises à jour de sécurité distribuées via le Google Play Store. Possibilité de couper toute interruption sonore et visuelle pendant 25 minutes avec le mode Zen. Support des appareils 5G et pliables (le Samsung Galaxy Fold, par exemple). | Linux 5.x              |
| 11.0.x  | 11.0.0, 8 septembre 2020        | Red Velvet Cake     | 8 septembre 2020  | 5 février 2024   | Ajout de la capture vidéo d'écran, nouvelle section aux côtés des notifications pour les messageries. Apparition des "bulles" de messageries. Intégration d'un centre de gestion de l'ensemble des objets connectés au téléphone. Choix possible de l'appareil audio devant jouer la musique. Amélioration du contrôle du téléphone par la voix, de la gestion des permissions et des outils de prédictions (réponses intelligentes, suggestion d'application en fonction de la routine de l'utilisateur, dossier d'application intelligent). | Linux 5.x              |
| 12.0.x  | 12.1.0(Android 12L) 7 mars 2022 | Snow cone           | 4 octobre 2021    | maintenu         | Rafraîchissement de l'interface utilisateur (Material You), ajout de la fonction de captures d'écran défilantes, supporte plus de fichiers audios et vidéos, supporte l'audio spatial, partage entre les applications amélioré, amélioration de la vie privée avec des notifications lorsque les applications utilisent le micro par exemple. | Linux 5.x              |
| 13.0.x  | 13.0.0_r23, 4 novembre 2024     | Tiramisu            | 15 août 2022      | maintenu         | Interface graphique beaucoup plus personnalisable (vous pouvez changer la couleur de vos icônes), amélioration des performances, apparition de One Ui 5.0 (Samsung). | Linux 5.x              |
| 14.0.x  | 14.0.0_r14, 4 novembre 2024     | Upside Down Cake    | 4 octobre 2023    | maintenu         | Fonctionnalité de navigation arrière prédictive, appels d'urgence par satellite, blocage des applications obsolètes, amélioration du contrôle du volume et des notifications, support NTFS. | Linux 5.15             |
| 15.0.x  | 15.0.0_r5, 6 novembre 2024      | Vanilla Ice Cream   | 3 septembre 2024  | maintenu         | | Linux 6.6              |
| 16.0.x  | 16.0.0_r2, 10 juin 2025         | Baklava             | 10 juin 2025      | maintenu         | | Linux 6.12             |

Andy Rubin, le vice-président ingénierie de chez Google, déclara après la sortie de Gingerbread que le rythme des mises à jour d’Android serait plus lent. Ainsi, il devrait y avoir une nouvelle version par année. Une sculpture d'un bugdroid, accompagnée par une sculpture de chaque pâtisserie utilisée comme nom de code des différentes versions d'Android est placée devant le centre de développement Google. La livraison d'une sculpture est le signe de la sortie prochaine d'une nouvelle version. La sculpture du gingerbread fut livrée le 22 octobre 2010 et celle d’Ice Cream Sandwich le 12 octobre 2011. Une erreur d’envoi d’un courriel à la mi-juillet 2008 dévoila qu’il existait des versions cachées à la communauté et réservées aux vainqueurs de concours de développement. Cette erreur souleva des rumeurs et les foudres de la communauté.
En 2019, Google décida d'arrêter de publier les données représentant la popularité des versions Android sur son site web, mais continue en revanche de les actualiser sur le kit de développement Android Studio en 2020.
Graphique illustrant la part de chaque version d’Android sur le Google Play Store.
- Android 13 (15 %)
- Android 12 (16,3 %)
- Android 11 (23,1 %)
- Android 10 (17,8 %)
- Pie (11,9 %)
- Oreo (8,3 %)
- Nougat (3,0 %)
- Marshmallow (2,3 %)
- Lollipop (1,8 %)
- KitKat (0,5 %)

Popularité des différentes versions constatée sur Android Studio en juin 2023
| Version | Nom de code | Date de sortie    | Version API | %      |
| ------- | ----------- | ----------------- | ----------- | ------ |
| 4.4     | KitKat      | 31 octobre 2013   | 19          | 0,3 %  |
| 5.0     | Lollipop    | 3 novembre 2014   | 21          | 0,1 %  |
| 5.1     | Lollipop    | 9 mars 2015       | 22          | 0,8 %  |
| 6.0     | Marshmallow | 8 octobre 2015    | 23          | 1,4 %  |
| 7.0     | Nougat      | 22 août 2016      | 24          | 1 %    |
| 7.1     | Nougat      | 4 octobre 2016    | 25          | 1 %    |
| 8.0     | Oreo        | 21 août 2017      | 26          | 1,5 %  |
| 8.1     | Oreo        | 6 décembre 2017   | 27          | 4,3 %  |
| 9       | Pie         | 1er décembre 2018 | 28          | 8,4 %  |
| 10      | Android 10  | 3 septembre 2019  | 29          | 13,6 % |
| 11      | Android 11  | 8 septembre 2020  | 30          | 19 %   |
| 12      | Android 12  | 4 octobre 2021    | 31          | 14,7 % |
| 12.1    | Android 12L | 7 mars 2022       | 32          |        |
| 13      | Android 13  | 15 août 2022      | 33          | 20,9 % |
| 14      | Android 14  | 4 octobre 2023    | 34          | 13 %   |

## Utilisation

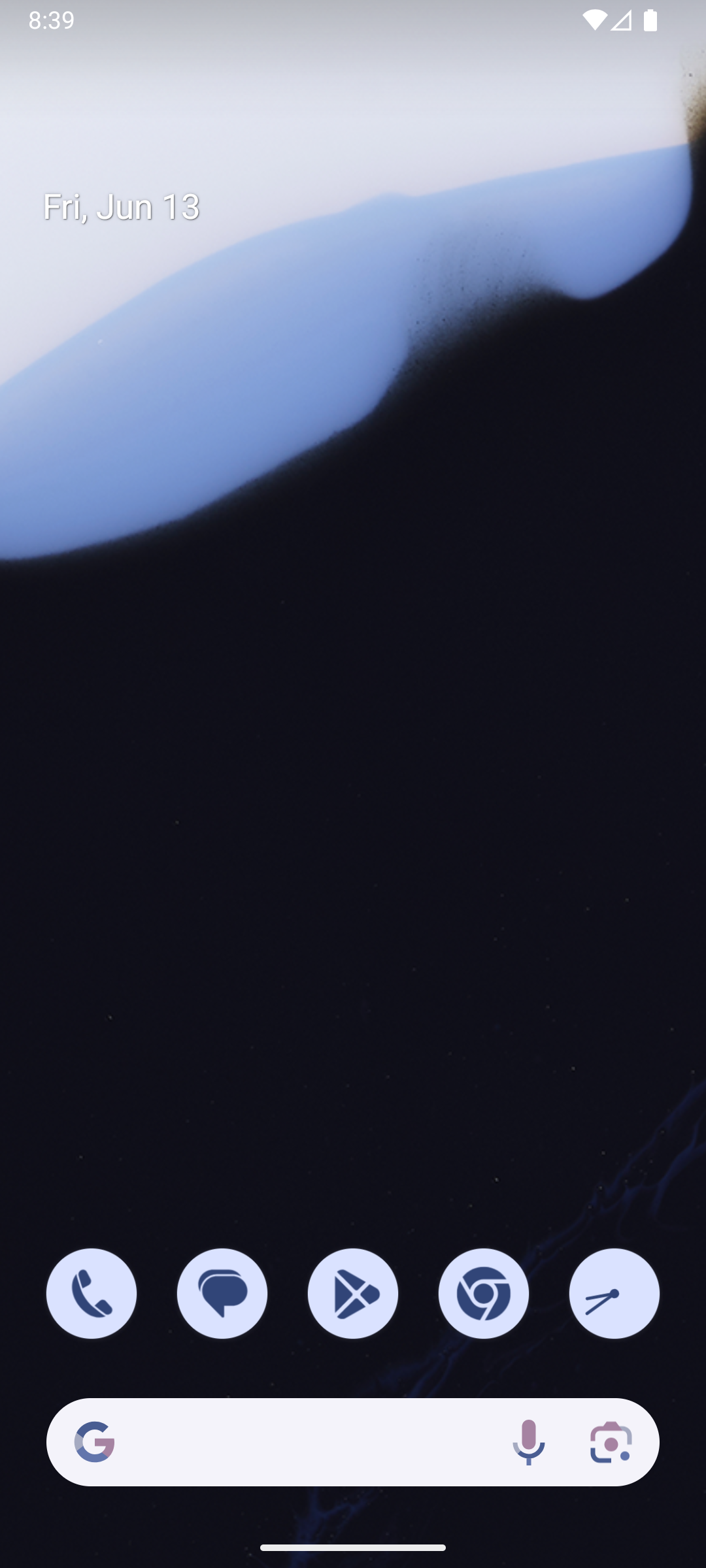
L’écran d’accueil par défaut d’Android 16.0 Baklava.

Après l'introduction d'un code personnel (un code PIN par exemple), les appareils équipés d'Android affichent un écran d'accueil qui sert de point de départ à partir duquel l'utilisateur peut accéder aux applications. Le contenu de cet écran peut être librement personnalisé par l'utilisateur et est souvent personnalisé par les fabricants ; il se comporte comme une pile de feuilles qui peuvent être glissées l'une sur l'autre avec le doigt. En haut de l'écran d'accueil se trouvent différentes icônes d'avertissement et d'état qui permettent par exemple d'accéder aux notifications reçues, de contrôler le niveau de la batterie et la disponibilité des réseaux (Wi-Fi, 2G, 3G ou 4G).
Depuis cet écran d'accueil, une icône permet à l'utilisateur d'accéder à l'écran de launcher : sur cet écran est affichée la liste de toutes les applications installées dans l'appareil, que l'utilisateur pourra éventuellement ajouter à l'écran d'accueil. Lorsqu'une application est exécutée, l'écran de l'application sera affiché en lieu et place de l'écran d'accueil, et un bouton permet à l’utilisateur d’y revenir.
Les gestes reconnus par l'écran tactile des appareils Android sont : toucher l'écran, enfoncer (toucher et maintenir le doigt en contact avec l'écran), déplacer (enfoncer et puis déplacer le doigt en restant en contact avec l'écran), glisser (déplacer le doigt en contact avec l'écran sans s'arrêter), double frappe (toucher deux fois de suite un dessin à l'écran dans un délai très court), pincer (mettre deux doigts en contact avec l'écran, puis les rapprocher) et tourner l'écran (changer la position du téléphone, le poser sur le dessus ou sur le côté).
Lorsque l’utilisateur doit entrer un texte, Android affiche en bas de l’écran le clavier virtuel — la simulation d’un clavier d'ordinateur. Ce clavier comporte une fonction copier-coller ainsi qu’une de reconnaissance vocale qui permet à l’utilisateur de dicter un texte oralement plutôt que de devoir se servir des touches.
Pendant le paramétrage initial d'Android, lors de la première utilisation d'un téléphone, l'utilisateur est invité à s'identifier avec un compte Google. Cette étape est présentée comme obligatoire mais est en réalité facultative ; l'impact est alors limité à l'impossibilité d'utiliser le Play Store et les données de son compte Google (favoris Chrome, événements agenda, ...)

### Applications intégrées
Android AOSP (code source) comporte de nombreuses applications incorporées parmi lesquelles on compte l'application Téléphone, qui permet d'émettre ou de recevoir des appels téléphoniques, l’application Contacts, qui est un carnet d'adresses, une application E-Mail permettant d’envoyer et de recevoir des courriers électroniques, Agenda, un calendrier sur lequel l’utilisateur peut inscrire des événements et être rappelé le moment venu, l’application SMS/MMS (ou Messagerie sur certaines versions) pour envoyer des messages SMS ou MMS.
Le système d’exploitation comporte également un navigateur web nommé Internet, une application pour prendre des photos et des vidéos ainsi qu’une Galerie pour consulter les photos et vidéos prises avec l’application Appareil Photo, une application pour écouter de la musique, une horloge, une calculatrice, ainsi qu’une application Paramètres permettant à l’utilisateur d’effectuer différentes opérations de maintenance et de configuration de l’appareil notamment activer ou non l’exploitation des réseaux Wi-Fi et Bluetooth, changer le volume et la mélodie de la sonnerie, désinstaller des applications, formater les cartes mémoire, modifier la disposition du clavier virtuel, régler l’heure, ou obtenir des informations techniques telles que la version d’Android et le numéro de série de l’appareil.
Vient ensuite une version modifiée par les constructeurs de leur plein gré, sur laquelle est ajoutée la suite Google Apps, un ensemble d’applications qui comprend les applications Services Google Play, celle-ci permet la gestion de l’écosystème Google au sein de l’appareil (ajout de compte, etc.), Google, le moteur de recherche. Mais aussi YouTube, le service de cartographie Maps, le marché d’applications Play Store avec ses déclinaisons Play Films & Séries, Play Musique, Play Jeux, et Play Livres (des versions sont ignorées sur certains appareils), le service de courriel Gmail, l’application de messages Android Messages, le navigateur Chrome, la galerie de photographie Google Photos et l’application Paramètres Google (supprimée avec Android 6.0, au profit d'une entrée supplémentaire dans le menu Paramètres) qui permet de gérer son compte Google et son association avec le terminal.
Certains constructeurs modifient Android pour y ajouter leurs applications personnalisées comme ils le font en y ajoutant les Google Apps.
La plupart de ces applications intégrées ne peuvent être désinstallées, à moins d'avoir un accès root.

### Applications déplaçables
Android permet de déplacer au complet ou en partie des applications sur des supports mémoire externes comme la carte microSD ou même sur un support USB grâce à l'USB OTG. Cette possibilité repose sur les permissions et paramètres contenus dans le fichier manifeste (AndroidManifest.xml) de l'application qui l’autorise, le privilégie ou l'interdit. Cela permet d’optimiser l’utilisation de terminaux anciens ou d’entrée de gamme disposant de peu de mémoire interne.
Cependant, certaines applications comme Link2SD permettent de contourner les règles fixées lors du développement à l'aide d'un accès root le plus souvent, et de forcer à déplacer les applications sur un support externe contrairement aux indications données par le fichier manifeste, ainsi qu'une option "forcer possibilité déplacement" dans les options développeurs de certaines versions.

## Magasins d'applications

### Google Play
Google Play Store est le magasin en ligne de Google, qui remplace Android Market depuis le 6 mars 2012. Préinstallé sur les appareils Android, il permet de télécharger des applications, des livres, des films ou de la musique, qu'ils soient gratuits ou payants, avec la possibilité de les noter et de les commenter. En septembre 2011, il y avait plus de 520 000 applications sur l'Android Market, dont 65 % sont gratuites.

Logotype actuel de Google Play.

Les applications sont écrites en Java ou en C++ et peuvent être distribuées autrement que via l’Android Market. Pour simplifier le développement des applications, Google avait développé une interface web nommée App Inventor et permettant de développer facilement une application qui pourra ensuite être disponible sur l’Android Market. Ce service est désormais fermé depuis août 2011, mais repris en version bêta par le Massachusetts Institute of Technology (MIT).
En 2017, lors de la sortie d'Android Oreo, Google annonce le déploiement d'une couche de sécurité intégrée à sa boutique, appelée Google Play Protect, pour permettre plus de sécurité aux utilisateurs d'Android utilisant le Play Store et ralentir la progression des virus et autres malwares touchant Android, qu'ils soient identifiés par l'équipe du Google Project Zero ou d'autres entreprises de cyber-sécurité. Ce service intègre également la fonction Localiser mon appareil, qui succède à Android Device Manager.
En 2023, un tribunal fédéral de Californie reconnaît le magasin d'application Google Play constitue un monopole illégal.

### Magasins d'applications constructeurs
D'autres marques utilisent leur propre boutique d'applications en ligne, à défaut de pouvoir accéder au Play Store ou par complément au marché d'applications de Google.
Ainsi, Archos propose son service Appslib indépendant qui permet également de télécharger et installer des applications sur ses tablettes.
Sony possède le service PlayStation Suite qui permet de télécharger des jeux vidéo certifiés par l’entreprise. Il est accessible pour les appareils fonctionnant sous version Android Gingerbread ou ultérieure .
Les smartphones disposant d'une puce Tegra fabriquée par Nvidia ont accès à la zone Tegra, un magasin d'applications permettant de télécharger des applications dédiées aux téléphones sous Tegra. Il contient notamment des applications THD (Très Haute Définition).
Les smartphones Samsung disposent eux de Galaxy Store (anciennement Samsung Apps puis Samsung Galaxy Apps), un magasin d'applications sécurisé qui permet de télécharger des applications Samsung, telles que Samsung Gear ou encore S Voice ou des jeux.
Enfin, Huawei a développé Huawei AppGallery, lorsque le fabricant s'est vu retirer le droit d'utiliser les services Google. Disponible depuis mai 2019, l'application est installée sur les smartphones de la marque commercialisés depuis cette date.

### Magasins d'applications alternatifs
Des magasins d'applications alternatifs à Google Play ont vu le jour, pour les utilisateurs de smartphones Android n'y ayant pas accès. C'est le cas pour certaines marques de téléphones, ou lorsque l'utilisateur ne souhaite pas associer de compte Google à son terminal.
Parmi ces magasins, on peut citer APKPure, Aptoide ou Uptodown. La Free Software Foundation, quant à elle, soutient le service F-Droid (Android FOSS repository), un marché d'applications libres ne contenant que des applications libres (et gratuites).

## Alternatives disponibles
Android étant un système principalement ouvert, des versions alternatives aussi appelées ROM Custom (ou forks) se sont développées.
Ces systèmes modifiés proposent de nouvelles fonctions (photos, écran d’accueil, apparence de l'interface, autonomie, etc.) mais permettent surtout d’assurer le support. En effet, les constructeurs mettent à jour la version du système 2 à 3 fois durant la vie du téléphone et les ROM alternatives permettent donc de profiter des dernières versions d’Android et de bénéficier d’un support étendu.
Avantages :
- elles sont disponibles sur un grand nombre de modèles de téléphones la diversité et le volume des ventes des Androphones étant sans limites ;
- une personnalisation et un choix presque illimités ;
- un téléphone globalement plus rapide puisqu'il est dépossédé des personnalisations imposées par les constructeurs[réf. nécessaire] ;
- des possibilités de sur-cadencement ou de sous-cadencement des composants afin d'obtenir un téléphone plus réactif, plus puissant ou plus autonome que la version originale ;
- certains téléphones ne peuvent pas être mis à jour par les fabricants de smartphones. Les versions alternatives permettent d'utiliser une version plus récente d’Android afin de rester à jour.

Inconvénients :
- le principal reste la stabilité qui peut poser des conflits entre les processus et conduire au redémarrage intempestif du téléphone, ce problème étant de moins en moins fréquent depuis Android 4.4 ;
- certaines fonctionnalités sont plus lentes d'autres plus rapides parfois inexistantes (Appareil photo, touches en façade, réactivité de l'écran) ;
- du fait du grand choix de ROM disponibles, l'utilisateur risque de perdre beaucoup de temps à sélectionner celle qui lui convient le mieux ;
- l'utilisateur doit avoir les droits root ce qui entraîne généralement un risque de perte de la garantie du téléphone. Toutefois, l'Union européenne a voté des directives protectrices des consommateurs, en rendant illégale les clauses qui limitent les garanties pour ces raisons[83] ;
- les protections de sécurité (SafetyNet) de Google peuvent être cassées, rendant l'accès à certaines applications impossible sur les appareils rootés ayant installé une ROM Custom avec les Google Apps.

Les principaux sites qui permettent d'y accéder sont généralement des forums de développeurs regroupant plusieurs projets tels que XDA developers.

### Développement
Ces ROM ont bien souvent un développement dit participatif où une équipe de développeurs indépendants crée leur propre système.
Ces ROM évoluent sans cesse et sont mises à jour sur de nombreuses plateformes en tenant compte des retours des utilisateurs sur des bogues, des fonctionnalités ou paramètres supplémentaires.
Parmi ces ROM, se trouvent :
- LineageOS (connu précédemment sous le nom de CyanogenMod)[85], compatible avec de nombreux modèles du marché, dont la base est open source (sauf les drivers/pilotes) et qui offre une alternative épurée de certaines fonctionnalités dites « malveillantes » ;
- /e/[86] ou Murena, basé sur LineageOS et microG[87], et compatible avec près de 200 modèles de smartphones,[réf. nécessaire] se caractérise par le retrait de toutes les applications Google. La fondation /e/ vend aussi des téléphones préconfigurés, neufs ou reconditionnés. Elle remplace le Google Play store par son propre magasin d'application Murena's App Lounge[88]qui attribue une note de confidentialité (permissions, trackers) à chaque application ;
- Replicant qui est orienté 100 % libre et qui ne contient aucun paquet propriétaire. Replicant offre aussi une alternative épurée de certaines fonctionnalités dites « malveillantes » mais est compatible avec peu de modèles sur le marché (par exemple l'OpenMoko). De plus, il n'est pleinement fonctionnel sur aucun des modèles compatibles ;
- GrapheneOS, orienté sécurité et confidentialité, disponible sur les téléphones et tablettes Google Pixel ;
- les ROM dites AOSP (« Android Open Source Project ») qui conservent le système original proposé par Google en y ajoutant le moins de modifications possibles sauf celles nécessaires à l'adaptation du système sur des modèles de téléphones spécifiques.

### Évolution
Ces versions alternatives peuvent même donner lieu à la création d'un téléphone spécialement dédié. C'est le cas par exemple du OnePlus One qui embarque une version du système Android développée par l’équipe CyanogenMod, quand d’autres téléphones voient le jour ou sont en développement tels que le Black Phone qui lui est tourné vers une sécurité accrue du système.

## Différents supports

### Règles communes
Le projet Android définit un support compatible comme étant un support capable d'exécuter n'importe quelle application Android. Pour permettre aux fabricants d'y parvenir, le projet Android réalise le Compatibility Program (programme de compatibilité).
Il détaille ses objectifs ainsi :
- fournir aux développeurs un environnement cohérent quant aux matériels et aux applications ;
- fournir aux utilisateurs un environnement applicatif cohérent ;
- permettre aux fabricants de se différencier tout en restant compatibles ;
- minimiser les coûts associés au respect de la compatibilité.

Les composantes précisées dans ce programme sont :
- l’écran ;
- le clavier ;
- les différents capteurs : accéléromètres, magnétomètre, GPS, gyroscope, baromètre, thermomètre (mais il est déconseillé) et détecteur de proximité ;
- différents modes de connexion ;
- la caméra ;
- la carte mémoire ;
- le port USB.

Une fois qu'Android pilote l'équipement, il faut mener ses éventuelles mises à jour. À titre d'exemple, voici les étapes que cela implique à la société Sony, une fois que les sources d’une nouvelle version d’Android sont disponibles :
- la phase de préparation, avec la mise à jour des outils de développement, de la couche d'abstraction matérielle, des correctifs propres au constructeur, de la localisation et enfin des tests ;
- la phase de certification et d’approbation, avec le respect des règlements des différents pays et contextes d’usage, et vérifications internes dans les domaines que Sony considère stratégiques ;
- la phase opérateurs : enfin, intégrer les personnalisations des diffuseurs et opérateurs et rendre la mise à jour disponible auprès des utilisateurs.

### Smartphones
Le premier mobile commercialisé sous le système d'exploitation Android fut le HTC G1/Dream produit par la firme taïwanaise HTC, lancé aux États-Unis sur le réseau de T-Mobile le 22 octobre 2008 et le 12 mars 2009 en France chez l'opérateur Orange. Le HTC Magic est arrivé début mai 2009 chez SFR, suivi par le Samsung Galaxy (ou i7500) chez Bouygues Telecom. Le HTC Hero, disponible fin juillet 2009 hors abonnement, bénéficie de Sense, un habillage particulier de l'interface d'Android qui est propre à HTC. Son successeur, le HTC Legend, fut commercialisé sur le marché européen en avril 2010 avec la version 2.1 d’Android et, comme le HTC Hero, il bénéficia de Sense.

En novembre 2009, Motorola lança aux États-Unis le smartphone Droid (commercialisé ailleurs dans le monde sous le nom de Motorola Milestone), le premier téléphone sous Android 2.0 Éclair. L’appareil qui trouva 250 000 acheteurs une semaine après son lancement fut lancé au Canada début février 2010 sur le réseau de Telus.

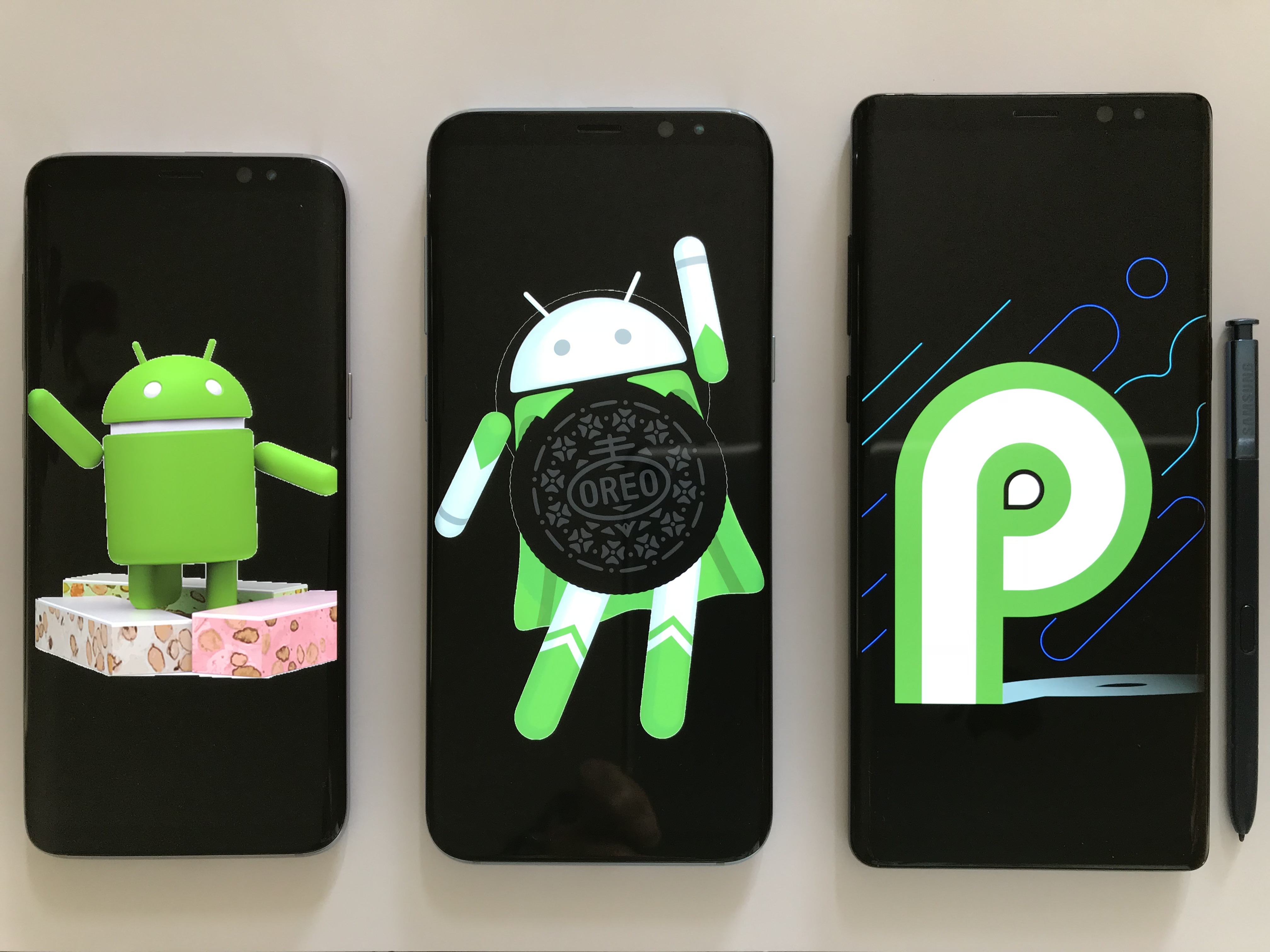
Smartphones Samsung Galaxy S (de gauche à droite) sous Android (Nougat → Oreo → Pie).

Au Canada, les téléphones cellulaires sous Android furent rapidement disponibles chez les opérateurs canadiens Rogers Communications, Bell, Telus et Vidéotron, ainsi que chez certaines de leurs filiales respectives. Le premier opérateur canadien à avoir offert un téléphone muni d’Android fut toutefois Rogers, avec le HTC Dream et le HTC Magic.
Le 5 janvier 2010, Google annonça le Nexus One, téléphone conçu par la firme de Mountain View et sous-traité au constructeur taïwanais HTC. Doté de caractéristiques alors assez impressionnantes (écran AMOLED de 3,7 pouces, processeur de 1 GHz, 512 Mo de mémoire RAM et Android 2.1 Éclair), il devait également avoir l’avantage de recevoir directement ses mises à jour de Google, c'est-à-dire très rapidement. Il fut en effet le premier téléphone cellulaire à bénéficier d’Android 2.2 Froyo en juin 2010. Cependant, ses ventes ne furent pas exceptionnelles avec environ 20 000 exemplaires vendus la semaine de sa sortie.
En décembre 2010, Samsung et Google sortent ensemble le Nexus S sous Android 2.3 Gingerbread, et le mois de sa sortie, celui-ci fut envoyé à une altitude de 32 000 mètres. Google annonça passer les 300 000 activations par jour. Un an plus tard, le 18 octobre 2011, les deux firmes collaborent à nouveau pour annoncer le Galaxy Nexus, premier smartphone sous Android 4.0 « Ice Cream Sandwich ». Celui-ci intègre le déverrouillage par la reconnaissance faciale, l'utilisation de boutons virtuels au sein du système d'exploitation et un système de reconnaissance vocale avancé.
Certains développeurs réussirent à porter Android sur d’autres téléphones comme le Nokia N9, dont le portage fut réalisé début 2012, ou l’iPhone dont le portage fut réalisé début mai 2010 par David Wang, le portage ayant été effectué avec plusieurs versions. Les informaticiens ont alors fait part d'une avancée,.
En 2012, Google sortit en partenariat avec LG le Nexus 4, un téléphone haut de gamme qui fut le tout premier à bénéficier de la version 4.2 d’Android, Jelly Bean. Un an plus tard, le 31 octobre 2013, les deux firmes travaillent à nouveau pour sortir le Nexus 5, premier smartphone équipé d’Android 4.4 (KitKat) et supportant la 4G. Deux ans plus tard, en 2015, LG et Google annoncent ensemble le Nexus 5X, qui est le successeur du premier Nexus 5.
En 2014, Google sortit, en partenariat avec Motorola, le Nexus 6 qui est le premier smartphone fonctionnant sous Android 5.0 Lollipop. Un an plus tard, il est remplacé par le Nexus 6P, fabriqué par le constructeur chinois Huawei et fonctionnant, tout comme le Nexus 5X, sous Android 6.0 Marshmallow.
Le 4 octobre 2016, Google met fin à la gamme Nexus et annonça une nouvelle gamme de smartphones : les Pixel, avec une version classique et une version XL, c'est-à-dire avec un écran plus grand, plus d'innovations matérielles et un prix plus élevé.
Ainsi, la première génération de ces smartphones fabriqués par HTC mais entièrement développés par Google, marque un tournant pour le géant américain qui s’implique ainsi beaucoup plus dans la conception des appareils. Ils embarquent en exclusivité le Pixel Launcher, l’interface de Google couplée à Android 7.0 Nougat, ainsi qu’une assistance virtuelle 24h/24, 7j/7. Ils se démarquent des Nexus par un prix à la hausse et ont pour objectif d’attaquer frontalement les iPhone 7 et iPhone 7 Plus d’Apple.
En 2017, Google annonce en même temps que la première génération des écouteurs sans fil Pixel Buds, ses smartphones Pixel 2, sous Android 8.0 Oreo.
En octobre 2018, Google sort les smartphones Pixel 3, deux mobiles haut de gamme, qui bénéficient avant les autres d'Android 9 Pie. Le Pixel 3 XL fut également le seul smartphone de Google à être équipé d'un écran à encoche (comme les iPhone X chez Apple).
Au mois de mai 2019, lors de la Google I/O, la conférence annuelle de la firme américaine pour les développeurs, l'entreprise dévoile le Pixel 3A et sa variante XL, qui mettent l'accent sur le milieu de gamme, tout en ayant de bonnes compétences en photo, à l'instar de leurs modèles haut de gamme.
Le 15 octobre 2019, lors d'un événement Made by Google, la firme lève le voile sur les smartphones Pixel 4 sous Android 10, avec de nombreuses innovations matérielles qui sont proposées, comme l'écran OLED à 90 Hz, le modèle de sécurité Titan M, Face Unlock (système de reconnaissance faciale qui remplace le lecteur d'empreintes digitales), la mise en place de la caméra à télé-objectif, et l'intégration d'un capteur de mouvements baptisé Motion Sense (basé sur le Projet Soli développé depuis 5 ans par la firme américaine), qui fonctionne avec l'interaction à la main avec le contenu sur l'écran pour permettre d'accéder plus facilement à certains contenus du téléphone.
Ces deux nouveaux smartphones viennent accompagner les ordinateurs portables Pixelbook Go fonctionnant sous le système d'exploitation Chrome OS et la nouvelle génération des écouteurs sans-fil Pixel Buds (succédant à la première génération sortie en 2017).
Les Google Pixel 1 et 2 (versions classiques et XL) ne sont pas sortis en France, Google ayant opté pour une disponibilité limitée à certains pays comme les États-Unis et le Royaume-Uni, une première dans l'histoire des smartphones de la firme. C'est à partir du Pixel 3 que la firme de Mountain View élargit la commercialisation de ses smartphones à d'autres pays, y compris l'Hexagone.
En juin 2020, Google annonce la mise en service d'une nouvelle fonctionnalité sur son application de téléphone Android. Cette dernière permettra aux entreprises de connaître la raison d'un appel. Cette mise à jour nommée « Verified Calls » donnera ainsi l'origine d'un appel afin d'éviter les arnaques et les fraudes.
Lors d'une conférence le 30 septembre 2020, Google annonce les Pixel 4a et Pixel 5, dotés d'un processeur sous Snapdragon 765G, de la connectivité 5G. Du côté du Pixel 4a, de nombreux composants supplémentaires tels que la prise jack sont intégrés, tandis que l'écran 60 Hz, les 8 Go de RAM et la certification IP68 sont réservés au Pixel 5. Ce sont les premiers smartphones de Google à introduire un écran poinçonné (avec un trou pour l'appareil photo avant).
Le 17 août 2021, Google annonce le Pixel 5a, qui sera commercialisé quelques jours plus tard (le 26 août 2021), exclusivement aux États-Unis et au Japon en raison de la pénurie de composants électroniques (conséquence de la Covid-19) qui contraint les constructeurs et les boutiques à limiter leurs stocks ; toutefois, il n'est pas exclu que le téléphone sorte dans d'autres marchés si les problèmes d'approvisionnement en composants diminuent.
Quelques évolutions sont à constater, notamment au niveau de l'écran qui passe de 6 à 6,3 pouces et sans la technologie Smooth display du Pixel 5 original.
Tout comme les Pixel 4a et 5, le Pixel 5a embarque Android 11.
Le Pixel 5a est le dernier téléphone Google à proposer un processeur sous Snapdragon : en effet, à partir du Pixel 6, les téléphones de la firme seront équipés de Tensor, un processeur entièrement développé par Google.
Le 19 octobre 2021, Google annonce les Pixel 6 et Pixel 6 Pro sous Android 12, avec deux nouveautés majeures : l'intégration de la puce Tensor, et l'abonnement Pixel Pass, qui sera limité dans un premier temps aux États-Unis. Cet abonnement réunit les services YouTube Premium et YouTube Music Premium, 200 Go de stockage via Google One, l'accès au catalogue du Google Play Pass, une assurance de réparation et un programme de renouvellement pour les anciens Google Pixel.
Le suivi des mises à jour de sécurité est désormais assuré pendant cinq ans à partir du Pixel 6.
En ce qui concerne les nouvelles fonctionnalités, on y trouve la Gomme Magique (pour effacer des éléments sur une photo), Face Unblur et le Motion Mode (pour la stabilisation des images en mouvement).
Snapchat est désormais intégré grâce à un double tap à l'arrière du téléphone.

### Téléviseurs et box TV
Le premier téléviseur sous Android fut dévoilé le 5 avril 2010. Celui-ci fut développé par l’entreprise suédoise People of Lava et se nomme Scandinavia. Cette TV possède les applications Facebook, YouTube, Google Maps et Twitter, un navigateur Web ainsi qu’un client de messagerie électronique.
Le 20 mai 2010, Google présenta lors de sa conférence I/O le concept Google TV, les télévisions présentées précédemment ne faisant pas partie du projet du même nom. Toutefois, ce concept fut un échec sur le plan commercial, tout comme le Nexus Q.
La conférence I/O de 2014 introduisit Android TV, qui est le nouvel essai de Google dans la télévision. Le boîtier TV Nexus Player embarque cette version spéciale d'Android, au même titre que de nombreux téléviseurs et box TV connectées de nos jours.

### Tablettes

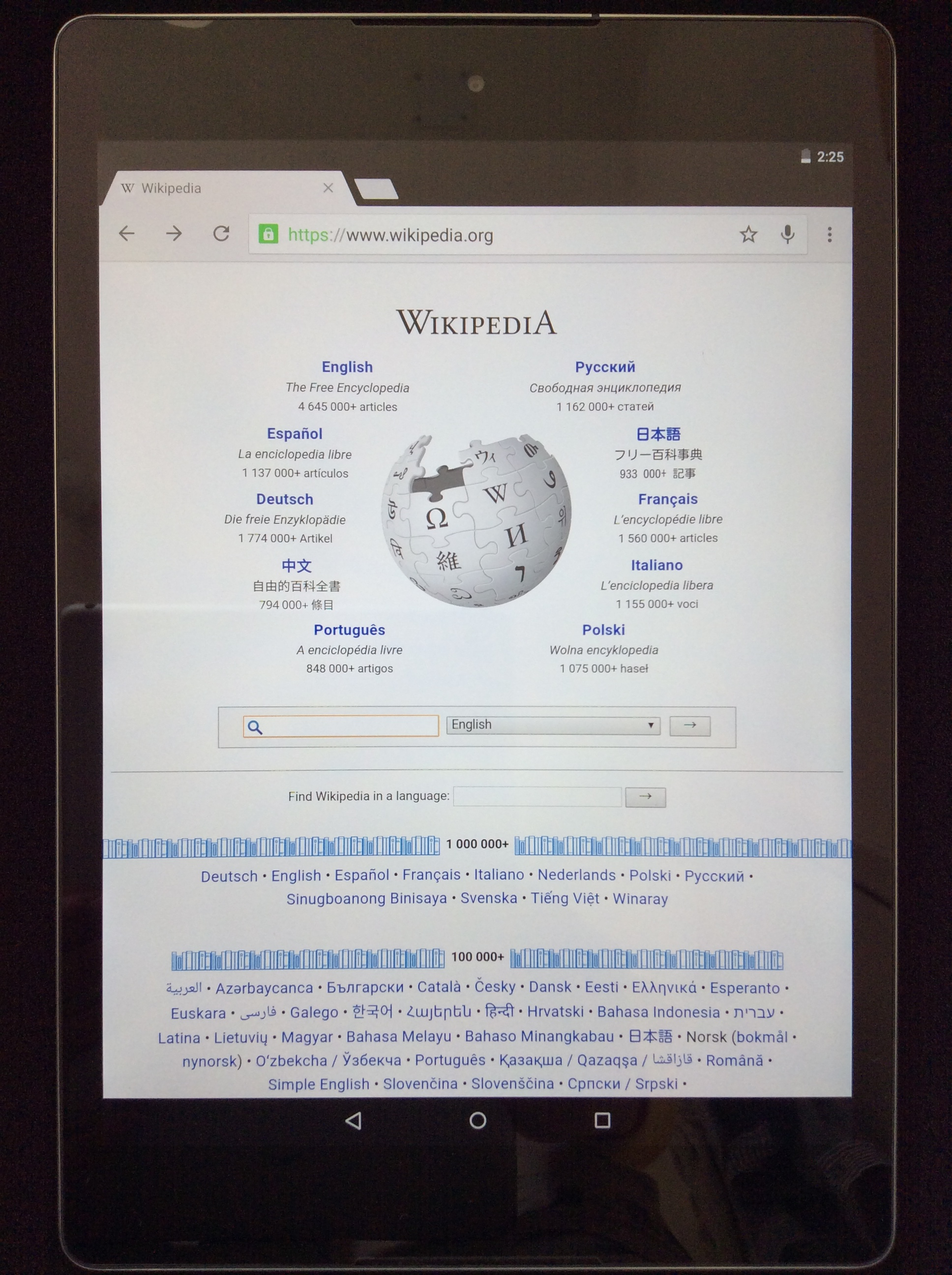
La tablette Google Nexus 9 fabriquée par HTC.

En septembre 2010, Samsung présenta à l’IFA de Berlin la tablette Galaxy Tab, tournant sous Android 2.2 (Froyo) et sortie fin 2010. Archos avec sa 7e génération de tablettes internet introduisit Android (lancée en septembre 2009). Dans la même lignée, les tablettes Archos de la génération 8 (Gen 8) intègrent également cette version 2.2.
Motorola présenta au CES 2011 la Xoom, première tablette bénéficiant d’Android 3.0 Honeycomb, la nouvelle version du système mobile de Google conçue exclusivement pour les tablettes. Elle y reçut le prix de la meilleure innovation. S’ensuivirent de nombreuses tablettes sous cette version proposées par plusieurs constructeurs, dont Samsung, Acer, Asus, Toshiba et Sony.
Android fut porté sur d’autres appareils comme la HP TouchPad, un portage qui a été réalisé début 2012 avec la version 9 de CyanogenMod, basée sur la version 4.0 Ice Cream Sandwich et fin 2011 avec la version 7 de CyanogenMod basée sur la version 2.3 Gingerbread.
En juillet 2012 et 2013, Google travaille avec Asus pour fabriquer la Nexus 7 sous Android Jelly Bean, une tablette multimédia à faible coût qui est aussi la première de la firme américaine (pour la version 2012).
Trois mois plus tard, la Nexus 10, tablette 10 pouces fabriquée par Samsung, est présentée en même temps que le smartphone Nexus 4, fabriqué par LG. Elle propose une définition d'écran record pour une tablette (2 560 × 1 600 pixels) ainsi qu'un processeur double-cœur Exynos propre à Samsung et cadencé à 1,7 GHz. Comme tous les produits Nexus 2012, la tablette propose un très bon rapport qualité/prix à savoir 399 € pour 16 Go et 499 € pour 32 Go. Elle est disponible à la vente sur le Play Store depuis le 13 novembre 2012. Cependant, à cause d'une demande plus importante que prévu, elle se retrouva très rapidement en rupture de stock.
En octobre 2014, Google présenta, en même temps qu'Android 5 Lollipop et le Nexus 6, la tablette Nexus 9 conçue par HTC.
En 2015, Google annonce, en même temps qu'Android Marshmallow et les téléphones Nexus 5X et 6P, la tablette Pixel C, premier appareil qui va initier la nouvelle gamme Pixel du côté des smartphones un an plus tard en 2016.
En 2018, Google officialise la Pixel Slate, qui est la première tablette fonctionnant sous le système d'exploitation Chrome OS (et non sous Android). Par la même occasion, l'entreprise encourage les constructeurs de tablettes à utiliser ce système d'exploitation.
En 2019, Google annonce l'arrêt de la production de ses tablettes, à la suite de la montée en puissance d'Apple et de ses iPad, qui occupent le marché actuel des tablettes. Cela s'explique par l'arrivée des PC portables « laptops », à double écran et 2-en-1 (qui proposent un écran tactile comme une utilisation sur tablette). Par conséquent, rares sont les constructeurs qui proposent de nouvelles tablettes sous Android ou Chrome OS, comme Samsung, qui continue de développer aujourd'hui sa gamme de tablettes Galaxy Tab avec les Galaxy Tab S et Galaxy Tab A (qui sont des gammes dérivées des smartphones Galaxy S et Galaxy A).

### Console de jeux vidéo
À partir de septembre 2012, l'entreprise DEA commercialisa sous le nom de MyPlay une console de jeux vidéo portable sous Android. Archos a aussi commercialisé une tablette/console nommée GamePad. En mars 2013 ce sera au tour de Boxer8 de sortir leur console Ouya, basée sur le free to play. Le constructeur de cartes graphiques pour PC Nvidia a sorti une machine portable, la Nvidia Shield, qui tourne sous Android et est basée sur son nouveau processeur graphique pour mobile : Tegra X1.

### Montres connectées
En 2013, le cabinet d'étude Strategy Analytics évalua à 61 % les parts de marchés d'Android sur le marché des montres connectées.
Le 18 mars 2014, Google dévoila Android Wear, une version modifiée d'Android, dédiée aux Smartwatches, le SDK de la première version est disponible depuis la conférence Google I/O 2014, quelques jours plus tard, LG commercialise sa G Watch et Samsung une Gear Live. Motorola a aussi dévoilé sa montre, la Moto 360, qui a su faire parler d'elle pour son cadran rond et son design.
En 2018, Google abandonna le nom Android Wear au profit de Wear OS.
En 2021, Samsung et Google s'associent pour proposer une version améliorée de Wear OS, baptisée One UI Watch (une variante de l'interface des smartphones et tablettes de la firme coréenne), et qui sera proposée sur toutes les montres de Samsung à partir de la Galaxy Watch 4.

## Stratégie de Google

### Avancement
En initiant le débat sur l'avenir de l'industrie du mobile, il apparaît que Google souhaite élargir autant que possible l'accès des utilisateurs à une grande variété de services comme les cartes géographiques, les réseaux sociaux ou le partage de vidéos. Pour arriver à ses fins, le géant de la recherche sur le net va devoir surmonter les résistances des opérateurs de téléphonie cellulaire.
Au vu de la concurrence avec Apple, Google a décidé d’iconiser son OS en lançant le Nexus One, fabriqué par HTC. Il en suivra sept autres: le Nexus S, le Galaxy Nexus (qui est le premier smartphone Android Ice Cream Sandwich en natif), le Nexus 4, les Nexus 5 et Nexus 5X fabriqués par LG, et enfin les Nexus 6 fabriqués par Motorola et Nexus 6P fabriqués par Huawei, puis les smartphones Pixel entièrement fabriqués par la firme américaine. Ce sont des téléphones intelligents qui bénéficient des dernières versions de l'OS de Google et d'une interface pure dépourvue de personnalisation constructeur.
Le 27 mai 2010 l’ancien directeur de l’interface de WebOS, Matias Duarte, rejoignit l'équipe d'Android après le rachat de Palm par HP.

### Abus de position dominante
En juillet 2018, la Commission européenne condamne Google à une amende de 4,3 milliards d'euros pour abus de position dominante. Cette condamnation fait suite à l'ouverture en avril 2016 d'une enquête mettant en cause son système d’exploitation Android. Il est en effet reproché au système d'exploitation de permettre à Google de mettre ses services en position de monopole en les proposant par défaut, quelle que soit la marque de l'appareil ou le type de personnalisation du système d’exploitation par les fabricants. Selon Bruxelles, cela a un impact direct sur le consommateur qui se retrouve limité par rapport aux nombreuses applications et services tiers qui pourraient être proposés par la concurrence.
Par la suite, Google a réagi en voulant faire payer les constructeurs de smartphones et tablettes sous Android pour qu'ils puissent intégrer les Google Mobile Services dans leurs appareils. Peu après cette condamnation, Google propose aux utilisateurs de choisir leur moteur de recherche par défaut qui sera utilisé au premier démarrage d'Android.

### Alliances et concurrence
Afin de promouvoir ce système d'exploitation, Google a su fédérer autour de lui une trentaine de partenaires réunis au sein de l'Open Handset Alliance.
Ils ont comme principaux concurrents Apple avec iOS.
Cette alliance a eu pour concurrents :
- jusqu'en 2010, BlackBerry avec BlackBerry OS[119] ;
- de 2009 à août 2011, HP concurrençait Google avec webOS, date où HP décida d’arrêter de vendre des appareils avec ce système. Depuis 2013, HP utilise aussi Android sur sa gamme de tablettes Slate[120] ;
- de 2013 à 2016, Mozilla Foundation avec Firefox OS[121]
- de 2010 à 2017, Microsoft et Nokia avec Windows Phone[122], ce dernier utilisait aussi Symbian sur la gamme Asha ;
- de février 2013 à 2017, Ubuntu Touch[123].

La totalité des constructeurs utilisent Android mis à part Apple, qui possède son propre système d'exploitation mobile (iOS). Tous les autres fabricants ont sorti au moins un matériel équipé d’Android. Ce sont, entre autres, ZTE, Huawei, Acer, HTC, LG, Samsung, Archos, Sony, Dell, Motorola, Fujitsu, Sharp…
Android s'est progressivement imposé sur le marché des téléphones intelligents. Il dépasse Apple aux États-Unis en nombre de téléphones vendus au premier trimestre 2010 et se place alors en 2e place, derrière Blackberry.
Steve Jobs, l'ancien patron d'Apple qui voyait d’un mauvais œil cette montée d'Android (promis selon beaucoup d’analystes à une domination dans le domaine des téléphones intelligents) avait réorienté la question d’un journaliste le 8 avril 2010 à propos du caractère verrouillé de l’App store en une attaque envers l’Android Market qui contient des applications à caractère pornographique, aujourd'hui supprimées,.
Depuis 2012, Android est pour l'ensemble de ses versions et adaptations le système d'exploitation mobile le plus utilisé dans le monde, devant iOS d’Apple.

### Android Wear
Le 18 mars 2014, Sundar Pichai annonça le lancement d’Android Wear, une version du système d’exploitation spécifiquement conçue pour faire fonctionner les technologies mettables, en particulier les montres intelligentes. Les montres intelligentes et Android Wear fonctionnent avec n'importe quel périphérique Android, indifféremment de la marque.
En 2018, Google décide d'abandonner le nom Android Wear pour plus de clarté, au profit de Wear OS.

## Litige avec Oracle-Java
En août 2010, Oracle assigna Google en justice à propos de son système d’exploitation mobile pour violation de brevet à propos du langage de programmation Java. L’entreprise avait racheté Sun, qui possédait ce brevet, moins d’un an avant cette annonce.
Diverses tentatives d’accord à l’amiable entre les deux entreprises échouèrent et Oracle réclama à Google 2,6 milliards de dollars de dédommagements. Aussi, la justice américaine accepta de tenir un procès avec jury mais le repoussa à 2012.
Le procès se termina le 23 mai 2012 et Google fut reconnu non coupable de violation des brevets d’Oracle par les dix jurés du tribunal à San Francisco, mettant un terme à un long procès qui aurait pu se solder par plus d’un milliard de dollars de dédommagement.

## Rentabilité

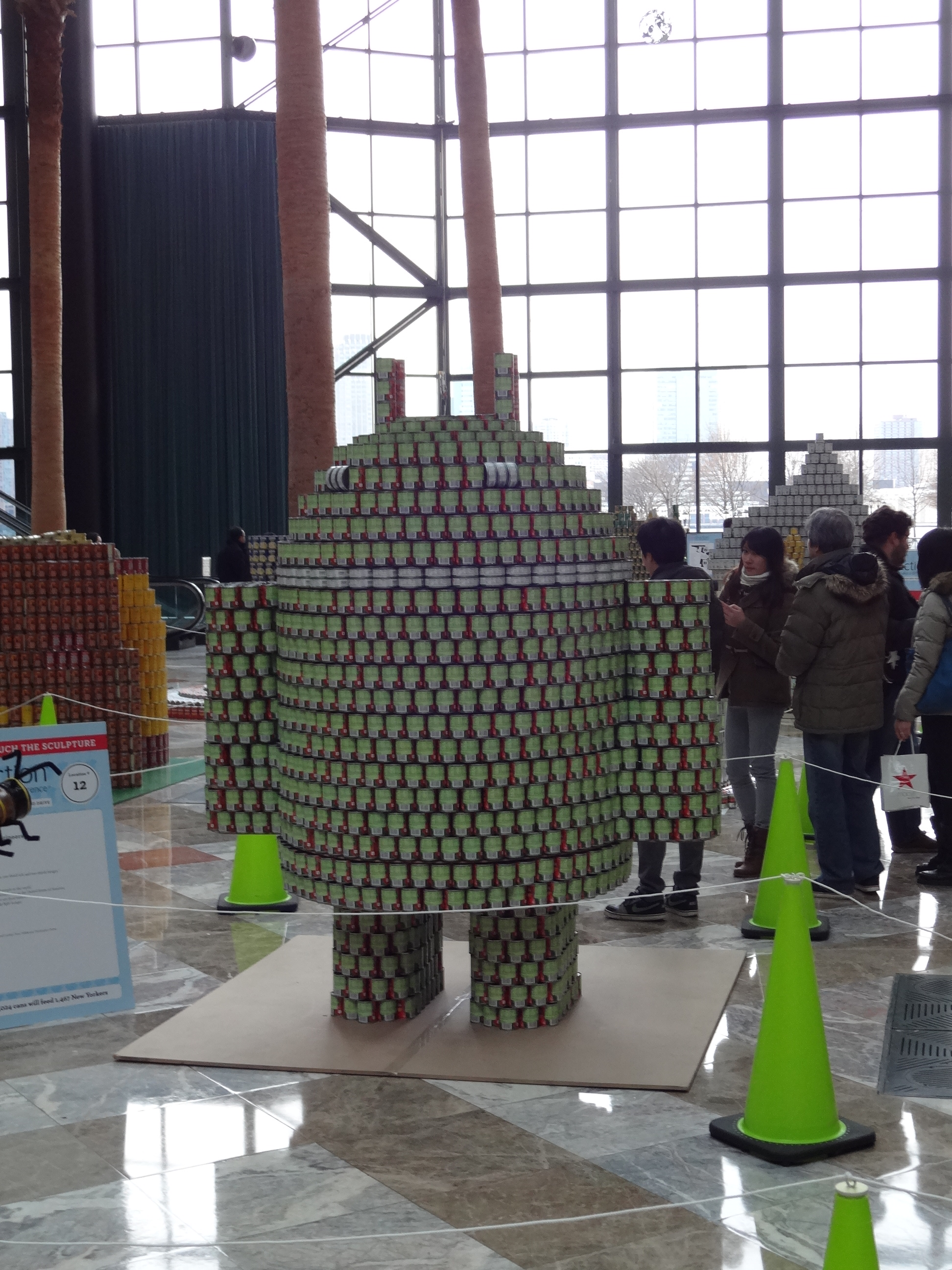
Mascotte d'Android faite avec des canettes à New York.

Android est rentable pour Google depuis le 5 octobre 2010 et son vice-président senior considère qu’Android aura rapporté plus d’un milliard de dollars de revenus à la fin de l’année 2010.
D’après Millennial Media, Android génère plus de revenus publicitaires qu’iOS depuis octobre 2010. Pour David Lawee, « l’achat d’Android est la meilleure affaire de Google ».
Pour les développeurs d'applications, la rentabilité qu'offre Android est moins nette, surtout si on la compare avec l'offre de son concurrent l’App Store sur iOS. Si la plateforme Android a aujourd'hui plus de succès, si le nombre d'appareils est plus important, il est cependant plus difficile de transformer ce potentiel en ventes. Il semble que ce soit parce que les utilisateurs d'Android sont plus récents alors que les utilisateurs d’iOS sont une base établie, que le marché Android est plus libre alors que chaque compte iOS est directement associé à un moyen de paiement, alors que le système Android a une plus grande diversité qu’iOS,.
| Dates          | Activations quotidiennes |
| -------------- | ------------------------ |
| Décembre 2011  | 700 000                  |
| Juin 2012      | 1 000 000                |
| Septembre 2012 | 1 300 000                |
| Avril 2013     | 1 500 000                |
| Mai 2015       | 3 500 000                |
| Janvier 2016   | ?                        |